# Liste der Fürsten im Norddeutschen Bund
Liste der Fürsten im Norddeutschen Bund.
Siehe auch:
- Liste der Fürsten im Rheinbund
- Liste der Fürsten im Deutschen Bund
- Liste der Fürsten im Deutschen Kaiserreich

## Könige

### König vonPreußen(Hohenzollern)
- 1861–1888: Wilhelm I.

### König vonSachsen(Albertiner)
- 1854–1873: Johann

## Großherzöge

### Großherzog vonHessen(-Darmstadt)(Hessen(Brabant))
- 1848–1877: Ludwig III.

### Großherzog vonMecklenburg-Schwerin(Obotriten)
- 1842–1883: Friedrich Franz II.

### Großherzog vonMecklenburg-Strelitz(Obotriten)
- 1860–1904: Friedrich Wilhelm

### Großherzog vonOldenburg(Holstein-Gottorp)
- 1853–1900: Nikolaus Friedrich Peter

### Großherzog vonSachsen-Weimar-Eisenach(Haus Sachsen-Weimar)
- 1853–1901: Carl Alexander

## Herzöge

### Herzog vonAnhalt(Askanier)
- 1863–1871: Leopold IV. Friedrich

### Herzog vonBraunschweig(Welfen)
- 1831–1884: Wilhelm

### Herzog vonLauenburg(Hohenzollern)
- 1865–1876: Wilhelm I.

### Herzog vonSachsen-Altenburg(Haus Sachsen-Altenburg)
- 1853–1908: Ernst I.

### Herzog vonSachsen-Coburg und Gotha(Haus Sachsen-Coburg und Gotha)
- 1844–1893: Ernst II.

### Herzog vonSachsen-Meiningen(Haus Sachsen-Meiningen)
- 1866–1914: Georg II.

## Fürsten

### Fürst vonLippe(Lippe)
- 1851–1875: Leopold III.

### Fürst vonReuß älterer Linie(Reuß)
- 1859–1902: Heinrich XXII.

### Fürsten vonReuß jüngerer Linie(Reuß)
- 1854–1867: Heinrich LXVII.
- 1867–1913: Heinrich XIV.

### Fürst vonSchaumburg-Lippe(Lippe)
- 1860–1893: Adolf I. Georg

### Fürsten vonSchwarzburg-Rudolstadt(Schwarzburg)
- 1867–1869: Albert
- 1869–1890: Georg Albert

### Fürst vonSchwarzburg-Sondershausen(Schwarzburg)
- 1835–1880: Günther Friedrich Karl II.

### Fürst vonWaldeck-Pyrmont(Waldeck)
- 1845–1893: Georg Viktor